# Brussels International Festival of Fantastic Film
Het Internationaal Festival van de Fantastische Film, Science Fiction en Thriller (internationaal bekend als Brussels International Festival of Fantastic Film, BIFFF) werd voor het eerst georganiseerd in Brussel van 13 tot 29 maart 1983, en vindt sedertdien jaarlijks plaats. Naast voorstellingen (vaak avant-premières) van "fantastische films" (horror, sciencefiction, fantasy, thriller, zowel langspeelfilms als kortfilms en animatiefilms) op verschillende locaties in Brussel zijn er ook randevenementen zoals tentoonstellingen, maquillage- en bodypainting-wedstrijden, of een vampierenbal. Het festival vindt plaats in Brussels Expo op de Heizel. 
Het festival is uitgegroeid tot een toonaangevend evenement in zijn genre, met jaarlijks ca. 100 langspeelfilms op het programma, en meer dan 60.000 bezoekers. Op het festival wordt veel ruimte gegeven aan de minder commerciële films, die weinig kans maken om via de normale distributiekanalen in de bioscoopzalen vertoond te worden.
Tijdens het festival worden ook prijzen uitgereikt, waarvan de belangrijkste de Gouden Raaf is voor de beste film (de Raaf verwijst naar het gedicht The Raven van Edgar Allan Poe).

## Winnaars van de Gouden Raaf
| Jaar | Internationale titel                | Originele titel                | Regisseur                      |
| ---- | ----------------------------------- | ------------------------------ | ------------------------------ |
| 1983 | Les Chasses sauvages du Roi Stakh   |                                | Valeri Rubinchik               |
| 1984 | Nightmares                          |                                | Joseph Sargent                 |
| 1985 | Dreamscape                          |                                | Joseph Ruben                   |
| 1986 | Piccoli Fuochi                      |                                | Peter Del Monte                |
| 1987 | Radioactive Dreams                  |                                | Albert Pyun                    |
| 1988 | Angustia                            |                                | Bigas Luna                     |
| 1989 | Paperhouse                          |                                | Bernard Rose                   |
| 1990 | La Banyera                          |                                | Jesus Garay                    |
| 1991 | A Paucity of Flying Dreams          |                                | Eizo Sugawa                    |
| 1992 | Timescape                           |                                | David S. Twohy                 |
| 1993 | Army of Darkness                    |                                | Sam Raimi                      |
| 1994 | Frauds                              |                                | Stephan Elliott                |
| 1995 | Accumulator 1                       |                                | Jan Sverak                     |
| 1996 |                                     | El día de la bestia            | Álex de la Iglesia             |
| 1997 |                                     | Luna e L'Altra                 | Maurizio Nichetti              |
| 1998 | Lawn Dogs                           |                                | John Duigan                    |
| 1999 | The Ring                            | Ringu                          | Hideo Nakata                   |
| 2000 | The Nameless                        |                                | Jaume Balaguero                |
| 2001 | The Isle                            |                                | Ki-Duk Kim                     |
| 2002 | Dog Soldiers                        |                                | Neil Marshall                  |
| 2003 | Cypher                              |                                | Vincenzo Natali                |
| 2004 | Save the Green Planet!              |                                | Jun-hwan Jang                  |
| 2005 | Marebito                            |                                | Takashi Shimizu                |
| 2006 | Adam's Apples                       |                                | Anders Thomas Jensen           |
| 2007 | The Host                            |                                | Bong Joon-Ho                   |
| 2008 | 13 Beloved                          |                                | Chookiat Sakveerakul           |
| 2009 | Let the Right One in                |                                | Thomas Alfredson               |
| 2010 | Orphan                              |                                | Jaume Collet-Serra             |
| 2011 | I Saw the Devil                     | Angmareul boatda               | Ji-Woon Kim                    |
| 2012 | The Awakening                       |                                | Nick Murphy                    |
| 2013 | Ghost Graduation                    | Promoción fantasma             | Javier Ruiz Caldera            |
| 2014 | Witching and Bitching               | Las brujas de Zugarramurdi     | Álex de la Iglesia             |
| 2015 | Frankenstein                        |                                | Bernard Rose                   |
| 2016 | I Am a Hero                         | アイアムアヒーロー             | Shinsuke Sato                  |
| 2017 | Better Watch Out                    |                                | Chris Peckover                 |
| 2018 | Inuyashiki                          |                                | Shinsuke Sato                  |
| 2019 | Little Monsters                     |                                | Abe Forsythe                   |
| 2021 | Vicious Fun                         |                                | Cody Calahan                   |
| 2022 | Vesper                              |                                | Kristina Buožytė, Bruno Samper |
| 2023 | Talk to Me                          |                                | Danny en Michael Philippou     |
| 2024 | Steppenwolf                         | Dala qasqiri                   | Adilkhan Yerzhanov             |
| 2025 | Twilight of the Warriors: Walled In | Jiu Long cheng zhai: Wei cheng | Soi Cheang                     |